# Elecciones presidenciales de Mongolia de 1993
Las elecciones presidenciales tuvieron lugar en Mongolia el 6 de junio de 1993, fue la primera vez en la historia de este país que el presidente fue elegido por voto popular. El ganador fue Punsalmaagiin Ochirbat, presidente incumbente, quien recibió el 59,9% de los votos.
El recuento de votos fue del 92.7%

## Tabla de resultados
| Candidato                                                | Partido                                       | Votos     | %    |
| -------------------------------------------------------- | --------------------------------------------- | --------- | ---- |
| Punsalmaagiin Ochirbat                                   | PNDM-PSDM                                     | 592.836   | 59.9 |
| Lodongiyn Tudev                                          | Partido Revolucionario del Pueblo de Mongolia | 397.061   | 40.1 |
| Inválidos/Votos en blanco                                | Inválidos/Votos en blanco                     | 36.073    | -    |
| Total                                                    | Total                                         | 1.025.970 | 100  |
| Votantes registrados/participación                       | Votantes registrados/participación            | 1.106.403 | 92.7 |
| Fuente: Comisión General para las Elecciones de Mongolia |                                               |           |      |